# Уанари (Французская Гвиана)
Уанари (фр. Ouanary) — коммуна во Французской Гвиане, заморском департаменте Франции. Расположена в устье реки Ояпок. Добраться до Уанари возможно только на лодке, вертолёте или лёгком самолёте, который может приземлиться в аэропорту Уанари.

## История
В 1665 году территория была присвоена Францией, благодаря Энтони дэ Ноэлю дэ ля Тромп Д'Ору, тогдашнему губернатору Кайенны.
В 18 веке иезуиты использовали индейцев народа паликур в качестве рабов. Впоследствии, они были заменены рабами из Африки.
В 1852 году на месте бывшей кофейной плантации была построена исправительно-трудовая колония, которая стала первой колонией такого типа. В 1910 году колония была окончательно закрыта. Власти посчитали создание такой колонии ошибкой. Большое количество заключённых умерло или заболело, во время нахождения в колонии. В 1853—1864 годах на территории колонии погибло 749 заключённых.
В 1949 году Уанари получил статус коммуны.

## Природа
На территории коммуны расположена гора Д'Аржен. В 1998 году гора попала под защиту организации Conservatoire du littoral из-за 22 петроглифов, найденных на ней.

## Экономика
Хорошо развиты рыболовство и сельское хозяйство, главными направлениями которого являются индигофера, аннато и сахарный тростник.
В 2010 году, среди 57 людей трудоспособного возраста (15—64 лет), 41 были активными, 16 — неактивными (показатель активности — 71,9%, в 1999 году он составлял 70,0%). Из 41 активного жителя работал 31 (20 мужчин и 11 женщин), безработными было 10 (6 мужчин и 4 женщины). Среди 16 неактивных, 5 человек было учениками или студентами, 1 пенсионер, 10 были неактивными по иным причинам.